# Дело священника Грозовского
Дело священника Глеба Грозо́вского — уголовное дело в Российской Федерации по обвинению священника Гатчинской и Лужской епархии Русской Православной Церкви Глеба Грозовского в насильственных действиях сексуального характера в отношении трёх несовершеннолетних. Сами инкриминируемые действия относятся к 2009 и 2013 году, под стражей Грозовский находится с сентября 2014 года.
17 января 2018 года по итогам закрытого судебного процесса Грозовский приговорён к 14 годам лишения свободы в колонии строгого режима. 13 апреля 2018 года приговор без изменений подтверждён Ленинградским областным судом. В конце ноября 2018 года Верховный суд РФ после изучения материалов дела отклонил поданную кассационную жалобу защиты Грозовского и кассационное представление Генеральной прокуратуры РФ о пересмотре дела и сокращении срока наказания. Несмотря на вступление приговора в законную силу, РПЦ отказалась предавать Грозовского церковному суду и лишать его священного сана.
Дело Грозовского вызвало общественную полемику в России; ряд экспертов в психологии, психиатрии и сексологии, выступивших на процессе, некоторые религиозные деятели сочли показания потерпевших и доказательства вины Грозовского неубедительными. По мнению экспертов газеты «Коммерсантъ», люди, работающие с детьми, после приговора «находятся в уязвимой ситуации из-за общественной истерии».
История с уголовным преследованием Грозовского получила широкий общественный резонанс не только из-за характера преступления, но и в связи с тем, что священник был известен как ведущий радио- и телепередач на православную, католическую и протестантскую аудитории, организатор православных лагерей для подростков в России и за рубежом, благотворительными акциями для детей из неблагополучных семей, по работе с малолетними правонарушителями, воспитанниками детских домов, занимался профилактикой ВИЧ и СПИДа в детских и социальных учреждениях. Грозовский — первый в России капеллан в составе футбольной команды Премьер-лиги. По данным ТАСС, он занимал пост советника генерального директора футбольного клуба «Зенит» по духовно-нравственным вопросам.

## Глеб Грозовский

Священник РПЦ Глеб Грозовский до ареста в 2013 году

Глеб Викторович Грозовский родился 19 марта 1979 года в Ленинграде в многодетной семье режиссёра Ленинградского телевидения, бывшего актёра Александринского театра и театра имени В. Ф. Комиссаржевской Виктора Иосифовича Грозовского (1934—2007), ставшего в 1987 году священником Князь-Владимирского собора в Санкт-Петербурге. Отец Глеба Виктор был ещё в 1980 году рукоположен в диаконы будущим патриархом (тогда архиепископом) Кириллом (Гундяевым). Дед Глеба, Иосиф Зеликович Грозовский (1905—1939), происходил из еврейской семьи Минской губернии (Игуменский уезд), работал заместителем главного редактора ленинградского отделения газеты «Известия», а в 1936 году был репрессирован как «враг народа», попал в Норильлаг, где погиб. Мать — Зинаида Грозовская, скончалась 6 октября 2016 года в Санкт-Петербурге. Глеб Грозовский женат с 2003 года, его супругу зовут Татьяна. В семье четверо детей, двое из которых приёмные.
С восьми лет Глеб, у которого было 8 братьев и сестёр, занимался футболом, поступил в футбольную школу «Зенит», окончил в 1996 году спортивный класс школы № 93. В 16 лет был признан лучшим бомбардиром и стал обладателем футбольной награды Золотая бутса на международном турнире в Германии. Был вместе с Вячеславом Малафеевым в составе сборной Санкт-Петербурга по футболу. В 18 лет несколько месяцев играл, по приглашению Б. С. Раппопорта, в футбольном клубе «Динамо» (Санкт-Петербург). Вследствие спортивной травмы оставил профессиональный спорт. Окончил в 2000 году Университет физической культуры и спорта имени П. Ф. Лесгафта (защитил диплом тренера по футболу на кафедре педагогики), а в 2005 году — Санкт-Петербургскую духовную семинарию.
В 2000—2004 годах был штатным иподиаконом митрополита Санкт-Петербургского Владимира. В 2004 году он был возведён в сан диакона Князь-Владимирского собора. После окончания семинарии в 2005 году был рукоположен во священники и спустя год начал служить в Софийском соборе Царского Села. С 2004 года — член Всецерковного православного молодёжного движения. Более 10 лет был волонтёром в детских приютах. Занимался профилактикой ВИЧ и СПИДа среди детей из детских домов и социальных учреждений. Работал в Центре социальной адаптации святителя Василия Великого для несовершеннолетних правонарушителей. С 2007 года занимался детскими православными лагерями. В 2009—2011 годах работал в православном лагере Царскосельского благочиния на острове Коневец. В 2013 году четыре раза вывозил школьников на отдых в Ленинградскую область и два раза — в сопровождении родителей — в Грецию.
В 2011 году священник Грозовский переведён настоятелем храма Иоанна Воина в деревне Малое Верево. Спустя некоторое время Грозовский начал вести молодёжные передачи на радиостанциях (включая «Град Петров»), отдельно для трёх разных конфессий — православной, католической и протестантской. Участник всероссийского миссионерского интернет-проекта «Батюшка онлайн». Активно выступал на порталах о православии и образовании с критикой ювенальной юстиции. С 2006 года являлся неофициальным духовником ряда игроков футбольного клуба «Зенит». По данным ТАСС и РИА «Новости», занимал должность советника генерального директора ФК «Зенит» по духовно-нравственным вопросам.
По информации «Российской газеты», Грозовский — первый в России капеллан в составе футбольного клуба премьер-лиги, анализу этого феномена в 2009 году издание посвятило специальное интервью.

## Уголовное дело

### Следствие
20 сентября 2013 года Следственный комитет РФ по заявлениям родителей потерпевших возбудил уголовное дело по четвёртой части статьи 134 УК РФ — о сексуальных преступлениях в отношении несовершеннолетних. Сначала обвинения персонально предъявлены никому не были, а священник Грозовский проходил по делу в качестве свидетеля.
После возбуждения уголовного дела, 27 сентября 2013 года, узнав о беседе следователя со знакомой священника, Грозовский срочно поменял авиабилеты, купленные на 3 октября, и покинул территорию России. 30 октября 2013 года СК РФ признал Грозовского единственным подозреваемым по уголовному делу и предъявил ему официальное обвинение. На момент предъявления обвинения Грозовский находился в Израиле, где, по информации Русской службы Би-би-си, поступил на работу в центр помощи страдающим от алкогольной и наркотической зависимости. 1 ноября 2013 года в России было вынесено решение о заочном аресте Грозовского, и он объявлен в международный розыск. Находясь в Израиле, Грозовский отверг все обвинения, предположил заказной характер дела, упомянув отца отчисленного из лагеря ребёнка Сергея Зазимко, а также приверженность родителей пострадавших детей оккультизму. Через адвоката Грозовский передал следствию свои письменные показания, где утверждал, что его преследуют за «социальную активность и гражданскую позицию».

Остров Коневец — место первой вылазки Грозовского. Конь-камень

18 ноября 2013 года священноначалием РПЦ Грозовский запрещён в священнослужении до окончания следствия. От добровольного возвращения в Россию для того, чтобы предстать перед правосудием, несмотря на призывы РПЦ, Грозовский без гарантий личной свободы отказался. В конце декабря 2013 года стало известно, что ходатайство в суд об изменении меры пресечения Грозовскому подписали около 400 человек — в том числе чемпионы мира по боксу Нина Абросова и Дмитрий Кириллов, другие спортсмены, прихожане, представители православной общественности. Авторы обращения, давно и хорошо знакомые с Грозовским, описали его как «абсолютно нормального, добропорядочного человека, которого оклеветали», в течение последующих лет следствия и суда поддержку Грозовскому оказывали также и отдельные футболисты, сотрудники персонала, болельщики питерского клуба «Зенит».
Уголовное дело базировалось на показаниях трёх школьниц — Кати, Марии и Дарьи (на момент случившегося им было 8, 9 и 12 лет) о событиях, произошедших в детских православных лагерях на островах Коневец (Ленинградская область) и Кос (Греция) соответственно в 2009 и 2013 годах. Первый эпизод следствие изначально относило к 2011 году, однако после подтверждения алиби священника, находившегося в тот момент в Турции, год был изменён на 2009. Согласно показаниям отдельных воспитанников детского лагеря на острове Коневец в Ладожском озере, священник каждую ночь заходил в домики и целовал девочек в губы, шею, живот и гениталии. Со слов пострадавших в детском православном лагере «Филадельфия» на острове Кос, священник однажды вошёл в комнату к девочкам, лёг между ними на общую двуспальную кровать и начал к ним приставать. В последующие дни на исповеди убеждал детей скрыть эти факты от родителей.
21 января 2014 года Патриарх Московский и всея Руси Кирилл дал поручение правозащитному центру Всемирного русского народного собора изучить обстоятельства уголовного дела против Грозовского и позицию сторон, о результатах информировать главу РПЦ и Священный синод.
21 сентября 2014 года Грозовский был задержан в Израиле и взят под стражу. Неофициально на уровне главы МВД Израиль сразу подтвердил российским инстанциям готовность выдать Грозовского после судебного рассмотрения официального ходатайства Генпрокуратуры РФ. На время рассмотрения требования России об экстрадиции Грозовский был помещён в тюрьму для особо опасных преступников и террористов Шатат (Шита), где два года содержался в камере с семью арабами, не говорившими даже по-английски, личные вещи у священника, включая Евангелие, были изъяты. В получении гражданства Израиля, о чём ходатайствовал Грозовский, ссылаясь на свои еврейские корни, ему было отказано. 17 сентября 2016 года по постановлению израильского Верховного суда Грозовский на основании Европейской конвенции о выдаче был экстрадирован в Россию. Вскоре после возвращения Грозовский был этапирован в петербургский следственный изолятор «Кресты», а затем в СИЗО Выборга. 25 января 2017 года следствие предъявило Грозовскому обвинение в окончательной редакции в совершении трёх преступлений по п. «б» ч. 4 ст. 132 УК РФ, предусматривающей от 12 до 20 лет лишения свободы.

### Жертвы
- Катя (род. 2001) — на момент события на острове Коневец девочке было 8 лет. К тому моменту имела неврологические проблемы и близорукость. С 2009 до 2013 года девочка и её родственники поддерживали нормальные отношения с Грозовским, претензий к священнику не выдвигали. Ко времени слушания дела в суде в 2017 году у девочки диагностирован рак головного мозга, о чём к делу приобщена справка. Мать Кати расценила опасное заболевание дочери как следствие преступных действий Грозовского; на суд девочка не приехала;

- Мария (род. 2004) — на момент события на острове Кос девочке было 9 лет, страдала органическим заболеванием головного мозга; на суд не приехала;

- Дарья (род. 2001) — на момент события на острове Кос девочке было 12 лет, до знакомства с Грозовским пережила психотравму на почве сексуального насилия и проходила лечение в психиатрической больнице. Лично давала показания в суде[3][28].

### Суд и приговор
22 июня 2017 года в Приозерске начался закрытый судебный процесс. Дело вела судья Людмила Яшина. В изложении следователя по особо важным делам Главного следственного управления СК РФ по Санкт-Петербургу Александра Гаврилова, в своих показаниях девочки рассказывали о деталях, «которые не могли придумать в силу отсутствия сексуального опыта». Касаясь заключения судебно-медицинской экспертизы, не установившей у пострадавших следов сексуального насилия, следователь Гаврилов уточнил, что Грозовский обвинялся не в изнасиловании, а в насильственных действиях сексуального характера, которые не оставили видимых следов и повреждений. Всем потерпевшим девочкам, согласно материалам следствия, оглашённым на суде, назначалась комиссионная экспертиза с участием большого числа специалистов разного профиля, сделавших «однозначный вывод об отсутствии признаков оговора и фантазирования». В материалах дела имеются сторонние свидетельства, что Грозовский заходил к детям после отбоя. Приобщены к делу и проанализированы 99 аудиозаписей телефонных разговоров Грозовского с адвокатами, священнослужителями, журналистами, друзьями и со свидетелями по делу, файлы которых Грозовский хранил в своём компьютерном архиве. От прохождения сексологической экспертизы Грозовский, по утверждению следователя, отказался (защита сообщала, что в ходатайстве о проведении судебной экспертизы на предмет наличия у Грозовского расстройства сексуального предпочтения отказал суд). Священник не пожелал давать показания в суде, вместо этого были заслушаны его письменные объяснения, ранее присланные им из Израиля. Одна из трёх пострадавших девочек, ныне проживающая с родителями в Чехии, приехала в суд и дала показания.
Почти 100 жалоб и ходатайств стороны защиты Грозовского о нарушениях со стороны следствия были отклонены. Своей вины Грозовский не признал, в последнем слове на суде сказал, что «самого события преступления нет как такового», а поэтому рассчитывает на «человеческое понимание и справедливое решение». На приговор подсудимый прибыл в подряснике и толстовке «Зенита». По благословению правящего архиерея Гатчинской епархии епископа Митрофана (Осяка) в храме Иоанна Воина посёлка Малое Верево во время оглашения приговора и всех судебных заседаний были отслужены молебны о защите бывшего настоятеля отца Глеба и «заграждении уст злых».
17 января 2018 года Приозерский городской суд приговорил Грозовского к 14 годам лишения свободы в колонии строгого режима и одному году ограничения свободы. В приговоре Грозовский признан виновным в насильственных действиях сексуального характера в отношении трёх несовершеннолетних в период их пребывания в детских православных лагерях на островах Коневец и Кос в 2009 и 2013 годах. На осуждённого возложена также обязанность выплатить потерпевшим по 400 тысяч рублей компенсации морального вреда. Грозовский назвал приговор «абсурдным», обжаловал в апелляционной инстанции.
13 апреля 2018 года Ленинградский областной суд оставил приговор без изменения, апелляционную жалобу осуждённого без удовлетворения. В мае 2018 года Грозовский для отбывания наказания этапирован в исправительную колонию № 16 в посёлке Мурмаши Мурманской области.
В октябре 2018 года заместитель генерального прокурора Российской Федерации Леонид Коржинек представил в Верховный суд Российской Федерации кассационное представление на приговор Приозерского городского суда Ленинградской области. По словам адвоката Грозовского Михаила Уткина, это было сделано «в связи с жестокостью приговора», и Генеральная прокуратура «добивается снижения срока до 8,5 лет колонии». В конце ноября 2018 года Верховный суд РФ после изучения материалов дела отклонил поданную кассационную жалобу защиты Грозовского и кассационное представление Генпрокуратуры РФ о пересмотре дела и сокращении срока наказания. Несмотря на вступление приговора в законную силу, РПЦ отказалась предавать Грозовского церковному суду и лишать его священного сана.

### Резонанс
Следствие и закрытый судебный процесс, продолжавшийся 7 месяцев, (журналисты были допущены лишь на оглашение вводной и резолютивной части приговора) привлекли значительное внимание российских и мировых средств массовой информации. Анализ и комментарии к уголовному делу появились, в частности, в «Российской газете», газете «Коммерсантъ», «Независимой газете», «Известиях», информационных агентствах ТАСС и Интерфакс, порталах ведущих российских сетевых СМИ Gazeta.ru, Lenta.ru, РИА Новости, NEWSru.com, РБК, на Первом канале, на телеканале «Россия 1», на Радио Свобода, в передачах Русской службы Би-би-си, во многих других изданиях. Публикации и интервью о деле Грозовского выходили также в израильских СМИ, что вызвало недовольство Следственного комитета РФ.

### Оценка событий
Приглашённый в судебное заседание в качестве эксперта петербургский психиатр и сексолог Владимир Ефремов усомнился в правдоподобности рассказов девочек о поведении своего наставника, некоторые интимные подробности счёл никак не возможными в реальных условиях, другие интерпретировал как детские фантазии, неубедительными расценил результаты гинекологических исследований, удивил эксперта и факт того, что потерпевшие вспомнили о столь тяжёлом происшествии лишь спустя время после событий. Эксперт-психолог Ирина Горьковая в выступлении на суде квалифицировала показания потерпевших как «детский оговор».
По утверждению богослова, протодиакона Андрея Кураева, к делу Грозовского было привлечено внимание российского государственного и церковного руководства. Комментируя приговор, Кураев не увидел преследования Грозовского по политическим мотивам, однако указал на «существенные различия в нормах общения с детьми в России и на Западе». Укоренившаяся в России культура общения с детьми, по мнению Кураева, особая: «в порядке вещей подойти к ребёнку, чтобы поцеловать его или, скажем, обнять». Большинство обвинений в непозволительных действиях, отметил тенденцию Кураев, строятся на подобных фотографиях, «и любой желающий сможет обвинить в педофилии кого угодно. Крайне часто эти обвинения притянуты за уши». Настоятель храма святого благоверного князя Александра Невского в деревне Александровка протоиерей Михаил Владимиров, учившийся вместе с Грозовским в семинарии и работавший с ним в епархии, убеждён в его невиновности: «Я тоже работаю с детьми и понимаю, что могу так же пострадать, уверен, что отца Глеба подставили». По мнению священника, вся история могла быть связана с конфликтом коммерческих интересов в сфере реабилитации наркозависимых, где Грозовский участвовал в проектах.
Критики[кто?] Грозовского акцентируют внимание[где?], что священник солгал, утверждая о том, будто в ходе следствия в сентябре 2013 года направился в Израиль в «рабочую командировку» по линии епархии, — хотя потом объективно установлено, что Грозовский отправился туда целиком по собственной инициативе. При этом так торопился, что вылетел в Израиль на несколько дней раньше запланированного, словно спасался бегством. Это породило предположения, что Грозовский хочет скрыться от следствия. Находясь в Израиле, Грозовский использовал все возможные лазейки и ухищрения, чтобы не возвращаться на родину и не идти к следователю, хотя от имени священноначалия РПЦ к этому его публично призывал председатель Синодального отдела по взаимодействию Церкви и общества Всеволод Чаплин.
Отдельные религиозные деятели считали, что история Грозовского отражает и трения в консисторских кругах Русской Православной Церкви. Ведущий программы Радио Свобода «С христианской точки зрения» священник Украинской автокефальной православной церкви (обновлённой) Яков Кротов, полагал, что в деле Грозовского «совершенно случайно приоткрывается завеса над клановым характером современного российского православия». Освещая ход следствия, информационное агентство Интерфакс-Религия цитировало общественного защитника Грозовского Андрея Мурашко, который поражался «беспрецедентным» интересом к делу Грозовского: «Масштаб внимания такой, будто от него зависит судьба патриарха. Я всё больше убеждаюсь, что в этом деле замешана политика».
«Очень резонансным» назвал дело руководитель Правозащитного центра Всемирного русского народного собора, религиовед Роман Силантьев, который скептически отнёсся к доказательствам вины священника, обратив внимание на странное обстоятельство, что «пострадавшие — уже довольно взрослые девицы — на суд не явились». Отмечалось, что обвинения, выдвигаемые от лица малолетних детей, в принципе крайне сложно опровергать. По мнению экспертов газеты «Коммерсантъ», люди, работающие с детьми, после приговора и созданного им негативного фона «находятся в уязвимой ситуации из-за общественной истерии».

## Аналитические статьи и досье
- Уголовное дело священника Грозовского. Досье. ТАСС (19 января 2018). Дата обращения: 20 января 2018.
- Александр Гаврилов, следователь по особо важным делам ГСУ СК РФ по Санкт-Петербургу; Анна Кострова. Следователь рассказал неизвестные подробности дела Глеба Грозовского. Петербургский дневник (19 января 2018). Дата обращения: 22 января 2018.
- Волчек Д.. Батюшка-офлайн. Радио Свобода (9 ноября 2013). Дата обращения: 20 января 2018.
- Дело Глеба Грозовского. Хроника событий. Мнения сторон. Приговор суда. Пятый канал. ИД «Известия» (17 января 2018). Дата обращения: 5 февраля 2018.

## Биографические статьи
- Тумакова И. Глеб Грозовский: жизнь и служение. Фонтанка.ru; Православие и мир (6 ноября 2013). Дата обращения: 20 января 2018.
- Биография Глеба Грозовского. РИА Новости (11 ноября 2016). Дата обращения: 20 января 2018.
- Биография петербургского священника Глеба Грозовского. Р-Спорт (29 февраля 2016). Дата обращения: 5 февраля 2018. Архивировано из оригинала 11 ноября 2018 года.